# Idris El Mizouni
Idris El Mizouni (in arabo ادريس الميزوني‎?; Parigi, 26 settembre 2000) è un calciatore tunisino, centrocampista del Leyton Orient e della nazionale tunisina.

## Carriera

### Club
El Mizoni è cresciuto nel settore giovanile dell'Ipswich Town, con cui ha firmato il primo contratto professionistico il 20 dicembre 2018. Ha fatto il suo esordio in prima squadra il 12 marzo 2019 nell'incontro di Championship pareggiato 1-1 contro il Bristol City ed ha segnato il suo primo gol il 4 dicembre seguente contro il Peterborough Utd in Football League Trophy.
Il 20 gennaio 2020 è passato in prestito al Cambridge Utd, trasferimento in seguito confermato anche per la stagione successiva. Il 3 gennaio 2021 è stato richiamato e girato con la stessa formula al Grimsby Town dove ha tuttavia subito un infortunio a marzo che lo ha costretto a terminare in anticipo la stagione.
Rientrato all'Ipswich Town, ha giocato con poca frequenza ed il 12 agosto 2022 è partito nuovamente in prestito, questa volta al Leyton Orient. Autore di una stagione da protagonista con 41 incontri disputati, il prestito è stato confermato anche per la stagione 2023-2024.
Il 9 luglio 2024 è stato acquistato a titolo definitivo dall'Oxford Utd.
Il 4 luglio 2025 ritorna, stavolta a titolo definitivo, al Leyton Orient firmando un contratto di 3 anni.

### Nazionale
Ha giocato nella nazionale tunisina Under-23.
Ha debuttato con la nazionale maggiore tunisina il 7 giugno 2019 nell'amichevole vinta 2-0 contro l'Iraq.

## Statistiche

### Presenze e reti nei club
Statistiche aggiornate al 14 novembre 2024
| Stagione             | Squadra              | Campionato           | Campionato | Campionato | Coppe nazionali | Coppe nazionali | Coppe nazionali | Coppe continentali | Coppe continentali | Coppe continentali | Altre coppe | Altre coppe | Altre coppe | Totale | Totale | Totale |
| Stagione             | Squadra              | Comp                 | Pres       | Reti       | Comp            | Pres            | Reti            | Comp               | Pres               | Reti               | Comp        | Pres        | Reti        | Pres   | Reti   |        |
| -------------------- | -------------------- | -------------------- | ---------- | ---------- | --------------- | --------------- | --------------- | ------------------ | ------------------ | ------------------ | ----------- | ----------- | ----------- | ------ | ------ | ------ |
| 2018-2019            | Ipswich Town         | FLC                  | 4          | 0          | FACup+CdL       | 0               | 0               | -                  | -                  | -                  | -           | -           | -           | 4      | 0      |        |
| 2019-gen. 2020       | Ipswich Town         | FL1                  | 3          | 0          | FACup+CdL       | 0               | 0               | -                  | -                  | -                  | FLT         | 0           | 0           | 3      | 0      |        |
| gen.-giu. 2020       | Cambridge Utd        | FL2                  | 7          | 1          | FACup+CdL       | 0               | 0               | -                  | -                  | -                  | FLT         | 0           | 0           | 7      | 1      |        |
| 2020-gen. 2021       | Cambridge Utd        | FL2                  | 11         | 0          | FACup+CdL       | 1+0             | 0               | -                  | -                  | -                  | FLT         | 3           | 0           | 15     | 0      |        |
| Totale Cambridge Utd | Totale Cambridge Utd | Totale Cambridge Utd | 18         | 1          |                 | 1               | 0               |                    | -                  | -                  |             | 3           | 0           | 22     | 1      |        |
| gen.-giu. 2021       | Grimsby Town         | FL2                  | 6          | 0          | FACup+CdL       | 0               | 0               | -                  | -                  | -                  | FLT         | 0           | 0           | 6      | 0      |        |
| 2021-2022            | Ipswich Town         | FL1                  | 5          | 0          | FACup+CdL       | 3+1             | 1+0             | -                  | -                  | -                  | FLT         | 3           | 0           | 12     | 1      |        |
| ago. 2022            | Ipswich Town         | FL1                  | 0          | 0          | FACup+CdL       | 0+1             | 0               | -                  | -                  | -                  | FLT         | 0           | 0           | 1      | 0      |        |
| Totale Ipswich Town  | Totale Ipswich Town  | Totale Ipswich Town  | 12         | 0          |                 | 5               | 1               |                    | -                  | -                  |             | 3           | 0           | 20     | 1      |        |
| 2022-2023            | Leyton Orient        | FL2                  | 41         | 3          | FACup+CdL       | 1+0             | 0               | -                  | -                  | -                  | FLT         | 2           | 0           | 44     | 3      |        |
| 2023-2024            | Leyton Orient        | FL1                  | 40         | 1          | FACup+CdL       | 2+1             | 0               | -                  | -                  | -                  | FLT         | 2           | 1           | 405    | 2      |        |
| Totale Leyton Orient | Totale Leyton Orient | Totale Leyton Orient | 81         | 4          |                 | 4               | 0               |                    | -                  | -                  |             | 4           | 1           | 89     | 5      |        |
| 2024-2025            | Oxford Utd           | FLC                  | 15         | 1          | FACup+CdL       | 0+2             | 0               | -                  | -                  | -                  | -           | -           | -           | 17     | 1      |        |
| Totale carriera      | Totale carriera      | Totale carriera      | 132        | 6          |                 | 12              | 1               |                    | -                  | -                  |             | 10          | 1           | 154    | 9      |        |

### Cronologia presenze e reti in nazionale
| Cronologia completa delle presenze e delle reti in nazionale ― Tunisia | Cronologia completa delle presenze e delle reti in nazionale ― Tunisia | Cronologia completa delle presenze e delle reti in nazionale ― Tunisia | Cronologia completa delle presenze e delle reti in nazionale ― Tunisia | Cronologia completa delle presenze e delle reti in nazionale ― Tunisia | Cronologia completa delle presenze e delle reti in nazionale ― Tunisia | Cronologia completa delle presenze e delle reti in nazionale ― Tunisia | Cronologia completa delle presenze e delle reti in nazionale ― Tunisia |
| Data                                                                   | Città                                                                  | In casa                                                                | Risultato                                                              | Ospiti                                                                 | Competizione                                                           | Reti                                                                   | Note                                                                   |
| ---------------------------------------------------------------------- | ---------------------------------------------------------------------- | ---------------------------------------------------------------------- | ---------------------------------------------------------------------- | ---------------------------------------------------------------------- | ---------------------------------------------------------------------- | ---------------------------------------------------------------------- | ---------------------------------------------------------------------- |
| 7-6-2019                                                               | Radès                                                                  | Tunisia                                                                | 2 – 0                                                                  | Iraq                                                                   | Amichevole                                                             | -                                                                      | 81’                                                                    |
| 18-11-2024                                                             | Radès                                                                  | Tunisia                                                                | 0 – 1                                                                  | Gambia                                                                 | Qual. Coppa d'Africa 2025                                              | -                                                                      | 85’                                                                    |
| Totale                                                                 |                                                                        | Presenze                                                               | 2                                                                      |                                                                        | Reti                                                                   | 0                                                                      |                                                                        |

## Palmarès

### Club

#### Competizioni nazionali
- Campionato inglese di quarta divisione: 1

Leyton Orient: 2022-2023